# Takaoka

Takaoka

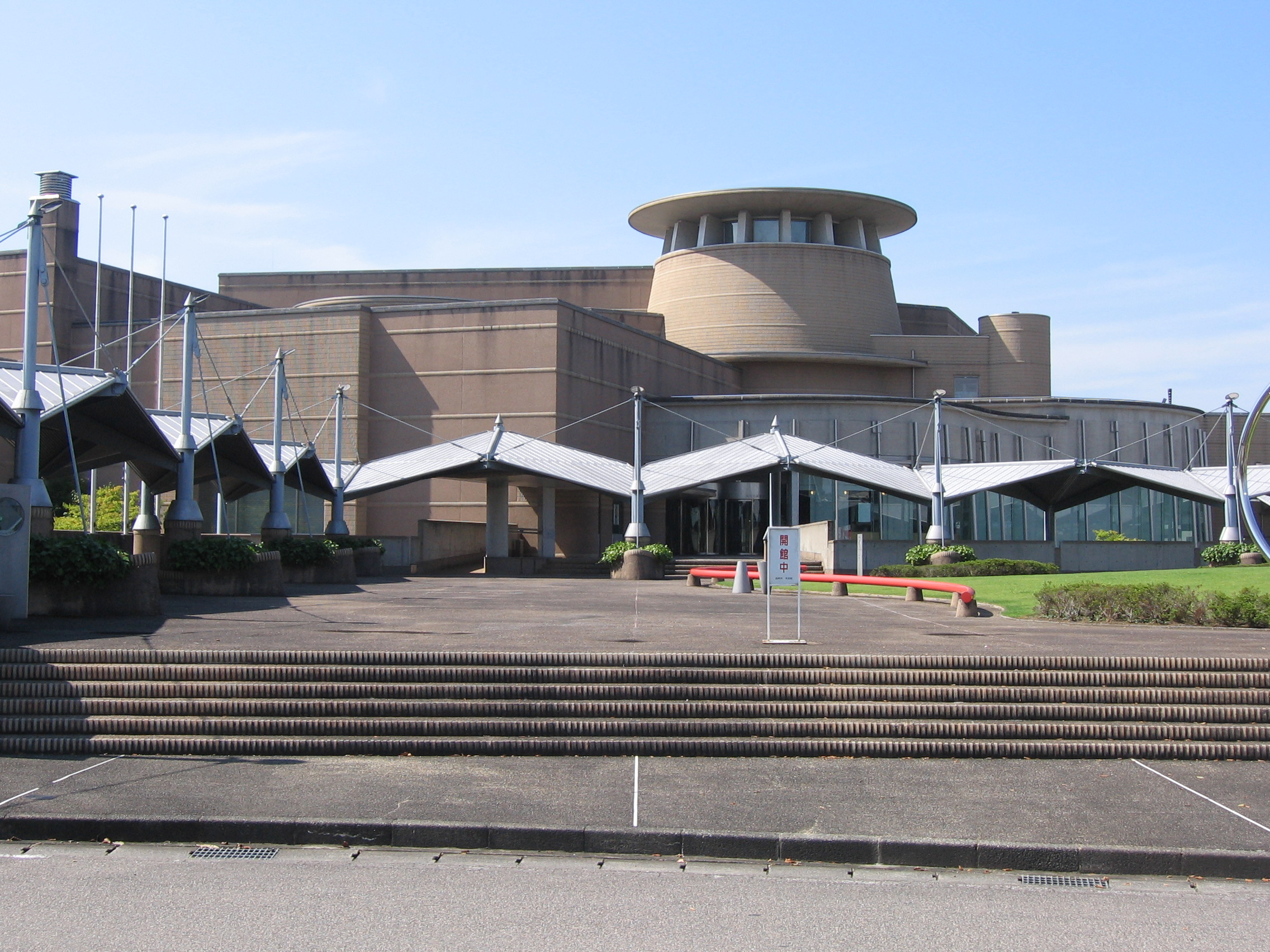
Muzeul de artă

Takaoka (高岡市 Takaoka-shi?) este un municipiu din Japonia, prefectura Toyama.